# RhB ABe 4/4 III

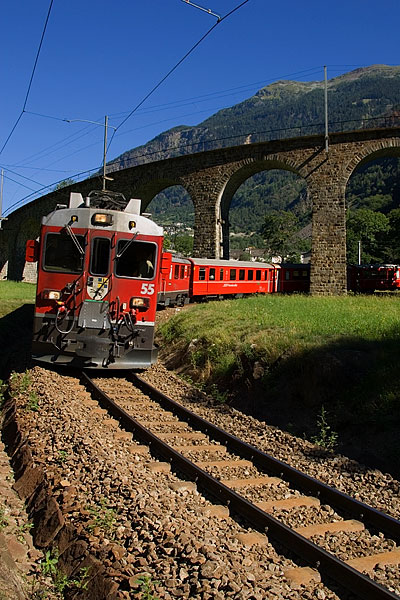
ABe 4/4 ^{III} 55 und ein weiterer unterqueren mit ihrem Zug den Kreisviadukt von Brusio.

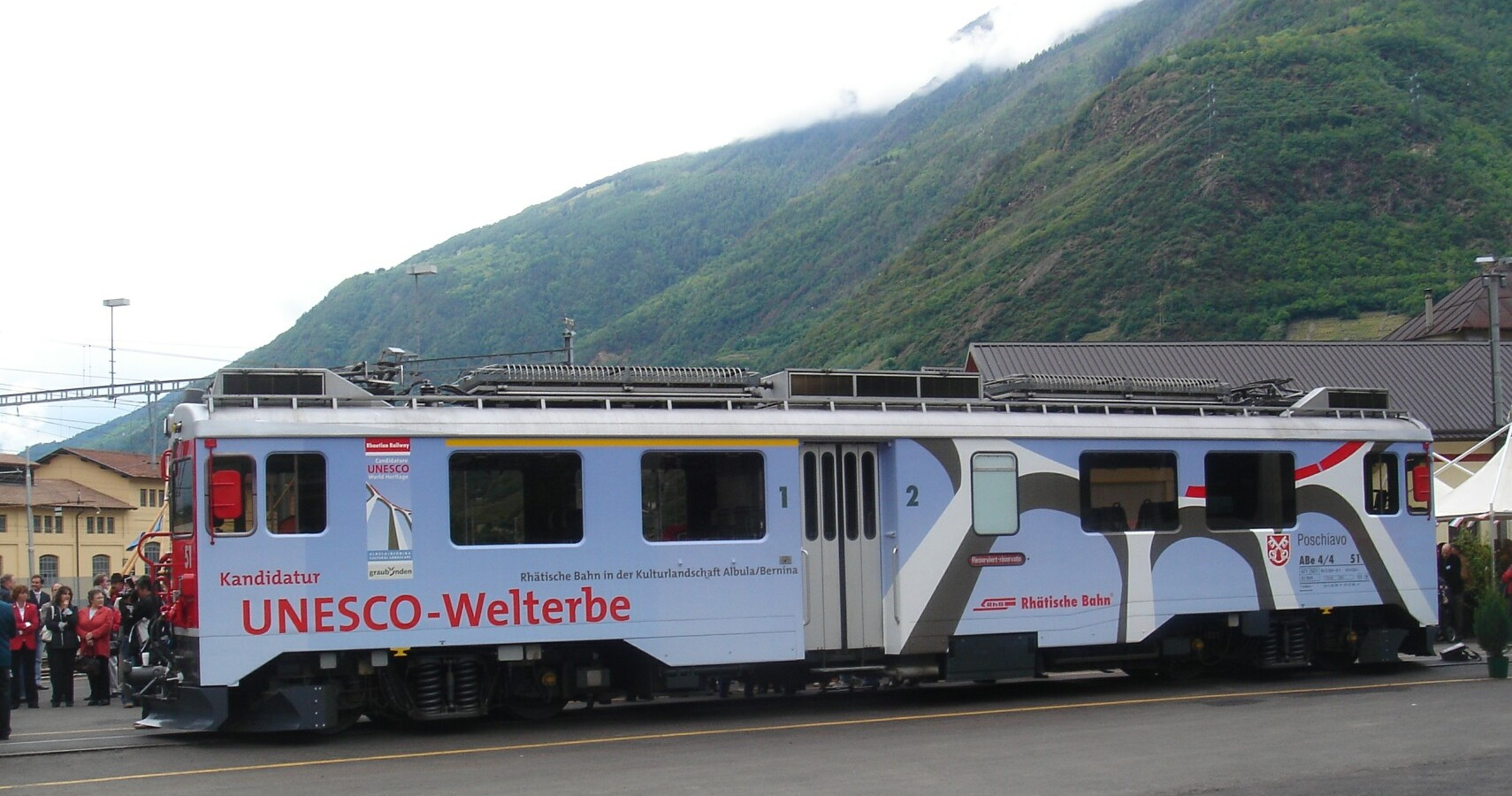
Enthüllung des Sonderanstrichs des ABe 4/4 51 in Tirano am 5. Mai 2007

Als ABe 4/4 III werden bei der Rhätischen Bahn (RhB) die 1988 und 1990 beschafften Gleichstrom-Elektrotriebwagen mit den Betriebsnummern 51 bis 56 bezeichnet. Die Schlepptriebwagen wurden auf der Berninabahn eingesetzt, wo sie die Verkehrszunahme bewältigen halfen und zudem die in die Jahre gekommenen ABe 4/4 I in untergeordnete Dienste verdrängten.

## Geschichte
Die von SWA und ABB in zwei Serien zu je drei Stück gelieferten Triebwagen waren seinerzeit die ersten RhB-Triebfahrzeuge in Umrichtertechnik mit Drehstrom-Asynchronmotoren. Zudem gehörten sie weltweit zu den ersten Gleichstromtriebfahrzeugen mit GTO-Thyristoren. Sie sind 65 km/h schnell, 47 Tonnen schwer und waren mit einer Stundenleistung von 1016 kW bei Ablieferung die stärksten Gleichstromtriebwagen der RhB. Ihre Anhängelast bei 70 Promille Steigung beträgt 90 beziehungsweise 95 Tonnen, sofern nur Vierachser im Zug sind. Sie weisen zwölf Sitzplätze in der ersten und 16 in der zweiten Klasse auf. Dank Vielfachsteuerung können sie untereinander und auch mit den älteren ABe 4/4 II 41–49 sowie Gem 4/4 801–802 in Doppeltraktion fahren, wovon im täglichen Betrieb reger Gebrauch gemacht wird. Eine Doppeltraktion von zwei ABe 4/4 III hat theoretisch eine Leistungsreserve für die Beförderung von weiteren 50 Tonnen, da die maximale Zughakenlast von 140 Tonnen auf der Berninabahn nicht überschritten werden durfte. 
Die Triebwagen wurden zum Jahresende 2023 aus dem regulären Betrieb genommen, weil sie nicht mehr den Vorschriften über den Transport mobilitätseingeschränkter Personen entsprechen und nicht mit dem ZSI-127 Zugsicherungssystem ausgestattet sind. Die Zugleistungen wurden von den Allegra-Triebwagen ABe 8/12 übernommen. Während die Triebwagen Nr. 51, 52 und 55 abgebrochen wurden, sollen Nr. 54 als Bahndienstfahrzeug, Nr. 56 als betriebsfähiges, historisches Fahrzeug und Nr. 53 als Ausstellungsstück im Bahnmuseum Albula erhalten bleiben. 

## Liste der ABe 4/4III
Neben ihren Betriebsnummern tragen die Fahrzeuge Namen und Wappen:
| Betriebs- nummer | Name       | Wappen | Inbetrieb- nahme | Werbung                                          | Bemerkung |
| ---------------- | ---------- | ------ | ---------------- | ------------------------------------------------ | --- |
| 51               | Poschiavo  |        | 1988             | 05.2007–03.2016 Werbung UNESCO-Welterbe          | Abbruch am 21. August 2024 |
| 52               | Brusio     |        | 1988             | 01.2010–06.2013 Werbung 100 Jahre Berninabahn    | Abbruch am 11. Juni 2024 |
| 53               | Tirano     |        | 1988             | 04.2010–03.2014 Werbung Credito Valtellinese     | seit 4. Juli 2024 Ausstellungsstück in Bergün                                                                                     |
| 54               | Hakone     |        | 1990             | 03.2010–03.2011 Werbung Graubündner Kantonalbank | die japanische Bahngesellschaft Hakone Tozan Tetsudō ist mit der RhB freundschaftlich verbunden Vorgesehen als Bahndienstfahrzeug |
| 55               | Diavolezza |        | 1990             | 11.2010–03.2015 Werbung RE-Power                 | Abbruch am 14. Dezember 2023 |
| 56               | Corviglia  |        | 1990             | 11.2010–? Werbung RE-Power                       | Vorgesehen als historisches Fahrzeug                                                                                              |

## Farbgebung
Für die Triebwagen wählte die RhB ein Anstrichschema, das den Lokomotiven Ge 4/4 I/II/III entspricht. Unterhalb einer tief liegenden Zierlinie war der Wagenkasten dunkelbraun gehalten. Auf jeder Stirnseite prangt ein grosses Bündner Wappen. Dieses Anstrichschema wurde in der Folge auch für die ABe 4/4 II und die Gem 4/4 verwendet. Im Zuge von Refit-Maßnahmen und Neulackierungen der Fahrzeuge wurde das Farbschema dem aktuellen Design der RhB angepasst. Die Fahrzeuge haben nun im unteren Bereich statt eines braunen einen grauen Wagenkasten. 2007 erhielten die Triebwagen für eine gewisse Zeit Werbung auf den Seitenflächen. Ende 2015 waren alle Fahrzeuge wieder rot und im aktuellen Design lackiert und beschriftet.